# 达奚惎
达奚惎（？—580年），代人，北周官員。

## 生平
达奚惎在北周为车骑将军，封渭南县子。大象末年，达奚惎出任益州刺史。大象二年（580年），杨坚专权，八月，益州总管王谦起兵反对杨坚，任命达奚惎为柱国，益州总管长史乙弗虔和达奚惎劝说王谦占据险要之地观察变化。
大象二年十月，梁睿率领步兵和骑兵二十万人讨伐王谦，王谦分别派遣各位将军占据险要之地据守。梁睿奋力攻击，屡次击败王谦的军队，蜀人大为害怕。王谦又派遣达奚惎、高阿那肱、乙弗虔等人率领十万军队进攻利州，在利州城外堆起土山，又在地下挖掘七十多条地道，筑坝引江水以灌城。当时利州总管豆卢𪟝的士卒不超过两千人，昼夜拒守。经过四旬，形势逐渐紧迫，豆卢𪟝于是派出奇兵攻击敌军，斩首数千，王谦的军队投降了两千人。梁睿军队正好前来支援，达奚惎才退去。达奚惎听说梁睿将到，又分兵据守开远，梁睿对将士们说：“这伙敌人占据险要，想要阻遏我军攻势，我们应该在他们意想不到的情况下出击，肯定能打败他们。”梁睿于是派上开府拓拔宗攻剑阁，大将军宇文敻攻巴西，大将军赵达率领水军入嘉陵。梁睿又派遣张威、王伦、贺若震、于义、韩相贵、阿那惠等人分兵合击达奚惎，从午时战至申时，达奚惎的军队大败。达奚惎逃归王谦，梁睿从剑阁入川，进逼成都。达奚惎和乙弗虔秘密派使者拜谒梁睿，请求做内应以赎罪。王谦不知道达奚惎和乙弗虔已经背叛自己，命令达奚惎和乙弗虔守卫成都，亲自率领精锐士兵五万人背靠城市列阵，又以达奚惎和乙弗虔的儿子率领左右两军。梁睿进攻，王谦战败，将要进城，达奚惎和乙弗虔拒绝王谦进入，向梁睿献城投降，杨坚认为达奚惎和乙弗虔都是反叛的主犯，命令将他们在巴蜀的市场上斩首。

## 家庭

### 父母
- 达奚武，北周柱国、太傅、郑桓公
- 荥阳郑氏，秦州别驾郑那孙女，抚军将军、凉州刺史、伯阳县侯郑茂伯之女，封郑国夫人

### 兄弟姐妹
- 达奚震，北周上柱国、原州总管、三州二镇诸军事、原州刺史、郑国公
- 达奚□略，仪同三司
- 达奚光略，大都督、诺水县开国侯
- 达奚昊，隋朝骠骑大将军、交州刺史、上开府、安流郡公
- 达奚果，开府仪同三司、高阳郡开国公
- 达奚某，汉中郡开国公
- 达奚氏，嫁北周侍中、骠骑大将军、开府仪同三司、京兆尹、丰利成公宇文贞

### 子女
- 达奚氏，嫁宇文氏[15]